# Superbase (Datenbank)
Superbase ist ein Desktop-Datenbanksystem, welches ursprünglich für den Commodore PET entwickelt wurde. Im Laufe der folgenden mehr als 20 Jahre gelang die Portierung auf verschiedene andere Betriebssysteme. Superbase enthält eine eigene Programmiersprache, um datenbankbezogene Aufgaben zu automatisieren; mit späteren Versionen kamen WYSIWYG-Formulare, Bericht-Designer sowie komplexere Programmiermöglichkeiten hinzu.

## Geschichte
Das Programm wurde ursprünglich 1983 von dem britischen Unternehmen Precision Software für den Commodore 64 geschaffen und später auf andere Systeme, zum Beispiel den Commodore Amiga und Atari ST portiert. Im Jahr 1989 war es das erste Datenbank-Management-System für Windows-Computer. Es wurde häufig nur als End-User-Datenbank verwendet, aber es gab auch eine große Anzahl von Anwendungen komplexer Datenbanken in Industrie, Regierung und Wissenschaft. Einige dieser Anwendungen sind weiterhin im Einsatz, heutzutage allerdings meistens in kleinen Unternehmen.
Die ersten Versionen wurden nur im Textmodus ausgeführt, aber mit der Veröffentlichung der Amiga-Version wurde ein völlig neues Konzept für den Zugriff auf Datenbanken entwickelt. Superbase war das erste Produkt, welches das „VCR Control Panel“ (mit Schaltflächen ähnlich denen eines Videorecorders wie vor/ zurück) zum Navigieren durch die Datensätze benutzte. Außerdem gab es eine Reihe von verschiedenen Medienformaten, die es direkt unterstützte, einschließlich Bilder, Sounds und Videos. Superbase wurde oft als „die“ Multimedia-Datenbank der frühen Jahre bezeichnet, als solche Merkmale unüblich waren. Amiga-Versionen enthielten auch eine interne Sprache und die Fähigkeit, Front-End „Masken“ für Abfragen und Berichte zu erstellen – Jahre bevor es Microsoft Access gab.
Diese Version war ein großer Erfolg und führte zu einer Version, die für eine Reihe von Plattformen entwickelt wurde. Schließlich wurde eine Microsoft-Windows-Version veröffentlicht, und ein paar Jahre später wurde die Firma von ihrem Gründer an die Software Publishing Corporation verkauft. SPC verkaufte die Nicht-Windows-Versionen des Produkts – und nach dem Veröffentlichen der Version 2, im späten Alpha-Stadium der Version 3, verkaufte SPC das Produkt einer Firma namens Computer Concepts Corporation.
Diese relativ unbekannte Firma gründete eine Tochtergesellschaft mit dem Namen Superbase, Inc. und nach Beendigung des späten Alpha-Stadiums von Version 3 veröffentlichten sie sie als Superbase 95. Schließlich schien sie das Interesse an dem Produkt verloren zu haben. Eine kleine Gruppe früherer Kunden gründete die „Superbase Developers plc“ und kaufte die Rechte an der Datenbank, um den Support unter dem Namen „Superbase Classic“ weiter auszubauen.
Eine neue Version wurde „Superbase Next Generation“ (SBNG) genannt. Sie enthält eine neue, objektorientierte Programmiersprache namens SIMPOL. Die Entwicklung begann 1999–2000, 2005 wurde eine Beta-Version veröffentlicht, verbunden mit dem Versprechen, dass das Final-Release bald herauskommen würde.
Im Jahr 2006 wurde SIMPOL an die RealBasics Ltd, die später in Simpol Ltd umbenannt wurde, verkauft.
Im April 2009 veröffentlichte das Unternehmen SIMPOL Professional, welches das Produkt der nächsten Generation als Cross-Plattform-Sprache und Datenbank-Tool darstellt.
Im Januar 2009 die Superbase Developers plc liquidiert.
Im März 2010 erwarb die Papatuo Holdings Ltd. die Rechte an der Superbase-Produktfamilie von der Superbase Developers plc. 2016 ging die Papatuo Holdings Ltd. in die Insolvenz. 2019 wurde die Superbase Software GmbH liquidiert.
2023 wird die Software von der 2014 gegründeten Superbase Software Ltd. vertrieben.

## Verwendung
Superbase ist oft für einfache End-User-Tasks verwendet worden, seine wahre Stärke liegt aber in der Möglichkeit, relativ ungeübte Programmierer komplexe Anwendungen erstellen zu lassen. Die Spannweite der Anwendungen reicht hierbei von Buchhaltungsprogrammen, ERP/MRP-Paketen, betrieblichen Informationssystemen, Steuerungsprogrammen für die Produktion und ähnlich komplexen Produkten bis hin zu einfachen Datenbanken wie Mitgliederverwaltungen oder Kontakt-Management-Systemen.

## Features
Die Datenbank enthält eine schnelle, vielseitige ISAM-Datenbank-Engine und einen eigenen mächtigen BASIC-Dialekt sowie ausgefeilte Formular- und Bericht-Engines. Außerdem ist sie darauf ausgelegt, als Frontend für eine oder mehrere SQL-Datenquellen zu dienen. Der größte Nachteil ist, dass sie für eine 16-Bit-Windows-API geschrieben wurde und es nicht profitabel war, sie auf eine 32-Bit-Version zu portieren. Die neu geschriebene Version soll sicherstellen, dass dieser Nachteil nicht mehr besteht und das Paket noch leistungsfähiger und einfacher benutzbar machen.
Für einen unerfahrenen Programmierer ist die Tatsache, dass die Datenbank nicht auf SQL-Basis ist ein deutlicher Vorteil, da sie hierdurch weniger komplex ist. Außerdem ist es für den Anwender einfacher, die Konzepte zur Verwaltung und die Verfahren innerhalb der Datenbank zu begreifen.
Es gibt zahlreiche leistungsstarke Funktionen in Superbase, dies sind ein paar von ihnen:
- Virtuelle Tabellen – sie existieren ausschließlich im Arbeitsspeicher
- Virtuelle Spalten – sie werden während des Zugriffs berechnet
- Peer-to-peer Client/Server (PPCS) – diese Technologie erlaubt es jeder Version von Superbase, als Datenbankserver, Client oder beides aufzutreten. Auf die Datenbanktabellen wird via UDP zugegriffen.
- Geringe Systemanforderungen – Superbase läuft auf jeder Windows-Version (ausgenommen den 64bit-Versionen) und benötigt nur 6 MB Arbeitsspeicher

## Versionen
- 1983: Superbase 64 for the Commodore 64
- 1983: Superbase 700 for the Commodore CBM-II
- 1985: Superbase for the Amiga
- 1985: Superbase 128 for the Commodore 128
- 1986: Superbase for the Atari ST
- 1987: Superbase for GEM on the PC
- 1988: Superbase 4 version 1.0 for Windows
- 1991: Superbase 4 version 1.31 for Windows
- 1991: Superbase 4 version 1.31 for Amiga
- 1992: Superbase version 2.0 for Windows
- 1994: Superbase 95 (version 3.0) for Windows
- 1997: Superbase version 3.2 for Windows
- 1998: Superbase version 3.5 for Windows
- 1999: Superbase version 3.6i for Windows
- 2000: SuperBase 4 Pro version 1.36 for Amiga
- 2001: Superbase 2001 for Windows
- 2003: Superbase Classic for Windows